# Pterocles
Pterocles är ett släkte fåglar i familjen flyghöns inom ordningen flyghönsfåglar. Traditionellt dominerar det familjen bortsett från de två arterna i Syrrhaptes. 
Släktet omfattar 14 arter med utbredning huvudsakligen i Afrika, men också sydvästra Europa och södra Asien:
- Vitbukig flyghöna (Pterocles alchata)
- Maskflyghöna (P. decoratus)
- Tvåbandad flyghöna (P. bicinctus)
- Fyrbandad flyghöna (P. quadricinctus)
- Strimflyghöna (P. lichtensteinii)
- Indisk flyghöna (P. indicus)
- Pärlflyghöna (P. burchelli)
- Gulstrupig flyghöna (P. gutturalis)
- Kronflyghöna (P. coronatus)
- Madagaskarflyghöna (P. personatus)
- Ökenflyghöna (P. senegallus)
- Brunbukig flyghöna (P. exustus)
- Namaquaflyghöna (P. namaqua)
- Svartbukig flyghöna (P. orientalis)

DNA-studier visar dock att släktet är parafyletiskt gentemot Syrrhaptes. Det innebär att det kan komma att delas upp i framtiden, alternativt att Syrrhaptes inkluderas i Pterocles. Inga större taxonomiska auktoriteter har dock ännu följt dessa resultat.